# Minizus
Minizus va ser una ciutat de Galàcia situada entre Lagània i Ancira. Durant un temps hi va viure l'emperador Anastasi, i algunes de les seves lleis apareixen datades en aquesta ciutat.
Va ser seu d'un bisbe que va assistir a diversos concilis. És la moderna Ayas.